# Ерік Джемба-Джемба
Ерік Джемба-Джемба (фр. Eric Djemba-Djemba, нар. 4 травня 1981, Дуала) — камерунський футболіст, півзахисник данського клубу «Оденсе».

## Клубна кар'єра
У дорослому футболі дебютував 2001 року виступами за команду клубу «Нант», в якій провів два сезони, взявши участь у 42 матчах чемпіонату. Більшість часу, проведеного у складі «Нанта», був основним гравцем команди.
Своєю грою за цю команду привернув увагу представників тренерського штабу клубу «Манчестер Юнайтед», до складу якого приєднався 2003 року. Відіграв за команду з Манчестера наступні два сезони своєї ігрової кар'єри. За цей час виборов титул володаря Кубка Англії.
2005 року уклав контракт з клубом «Астон Вілла», у складі якого провів наступні два роки своєї кар'єри гравця.
Згодом з 2007 по 2008 рік грав у складі команд клубів «Бернлі» та «Катар СК».
До складу «Оденсе» приєднався 2008 року. За чотири сезони в Данії встиг відіграти за команду з Оденсе понад 100 матчів в національному чемпіонаті.

## Виступи за збірну
2002 року дебютував в офіційних матчах у складі національної збірної Камеруну. Наразі провів у формі головної команди країни 35 матчів.
У складі збірної був учасником чемпіонату світу 2002 року в Японії і Південній Кореї, розіграшу Кубка Конфедерацій 2003 року у Франції, де разом з командою здобув «срібло», розіграшу Кубка африканських націй 2002 року у Малі, здобувши того року титул континентального чемпіона, розіграшу Кубка африканських націй 2004 року у Тунісі, розіграшу Кубка африканських націй 2006 року в Єгипті.

## Титули і досягнення
- Володар Кубка Англії (1):

«Манчестер Юнайтед»: 2003-04
- Володар Суперкубка Англії з футболу (1):

«Манчестер Юнайтед»: 2003
- Володар Кубка африканських націй (1):

2002